# 李邦瑞
李 邦瑞（り ほうずい、? - 1235年）は、モンゴル帝国に仕えた漢人の一人。字は昌国。京兆府臨潼県の出身。

## 概要
李邦瑞は農家の出であったが、幼い頃から学問を嗜み古典に通じるようになった。金朝末期の混乱期に一度捕虜になったが、逃れて太原に至り、金朝の小吏となった。国王ムカリ率いるモンゴル軍が迫ると、金朝の将は先に逃れてしまったため、李邦瑞が配下の者を率いてモンゴルに投降した。太原の守臣は李邦瑞の才能を惜しみ、馬を用意してチンギス・カンの下に行かせ、中書がその名を伝えたという。
1230年（庚寅）に李邦瑞は南宋への使者に任命されたが、南宋朝廷にたどり着くことができなかった。それから間もなく再度南宋へ赴くよう命じられ、今度は山東淮南路行尚書省の李全の護送を受けて南宋の境界まで至ったが、南宋の側から拒まれた。それでも再度蘄州・黄州を通る道から南宋を訪れた所、南宋側は地位の低い者を迎えに寄越したため、李邦瑞は怒ってこれを追い返した。そこで南宋は改めて使者を派遣し、ここにモンゴルと南宋の間に和議が結ばれた。ようやく使命を果たした李邦瑞が帰還するとオゴデイはこれを労り、車騎・旃裘・衣装・銀10錠を下賜した。これを受けて李邦瑞は「戦乱の中で宗族が離散しており、彼らを尋ねるために故地に帰りたいと思います」と乞うたため、オゴデイはスブタイ（速不䚟）・チャガン（察罕）・カラ・ダカイ（匣剌達海）ら河北方面に軍団を展開する将軍たちに李邦瑞の行動に配慮するよう命令した。オゴデイの配慮によって李邦瑞は無事南京まで至り、隷属民にされていた者も含めて無事親戚一同を助け出し帰還することができた。
1234年（甲午）より皇子クチュを総司令とする南宋侵攻が始まると、李邦瑞は今まで自らが訪れた河北・陝西の40城余りの図面を差し出し、この功績によって金符と宣差軍儲使の地位を授けられた。しかしその翌年の1235年（乙未）6月に亡くなった。息子には李栄がいる。